# Xorides rudis
Xorides rudis är en stekelart som beskrevs av Henry Keith Townes, Jr. 1960. Xorides rudis ingår i släktet Xorides och familjen brokparasitsteklar. Inga underarter finns listade i Catalogue of Life.